# Banca del Belgio
La Banca del Belgio (in francese Banque de Belgique) fu fondata il 26 febbraio 1835 dall'uomo politico di Bruxelles Charles de Brouckère (1796-1860), in contrasto con la Société générale de Belgique.
Come la Société générale de Belgique, la Banca del Belgio incamera risparmi da molti correntisti, che investe in grandi infrastrutture e complessi industriali di cui diventa azionista, partecipando attivamente all'industrializzazione del neonato stato belga.
Subisce una forte crisi nel 1848, ma la risolve in breve tempo.
Nel 1850 viene creata la Banca Nazionale del Belgio che assume il monopolio dell'emissione di banconote, ed effettua il risconto delle banche di deposito.
La Banca del Belgio fallisce nel 1876.